# 팟홀

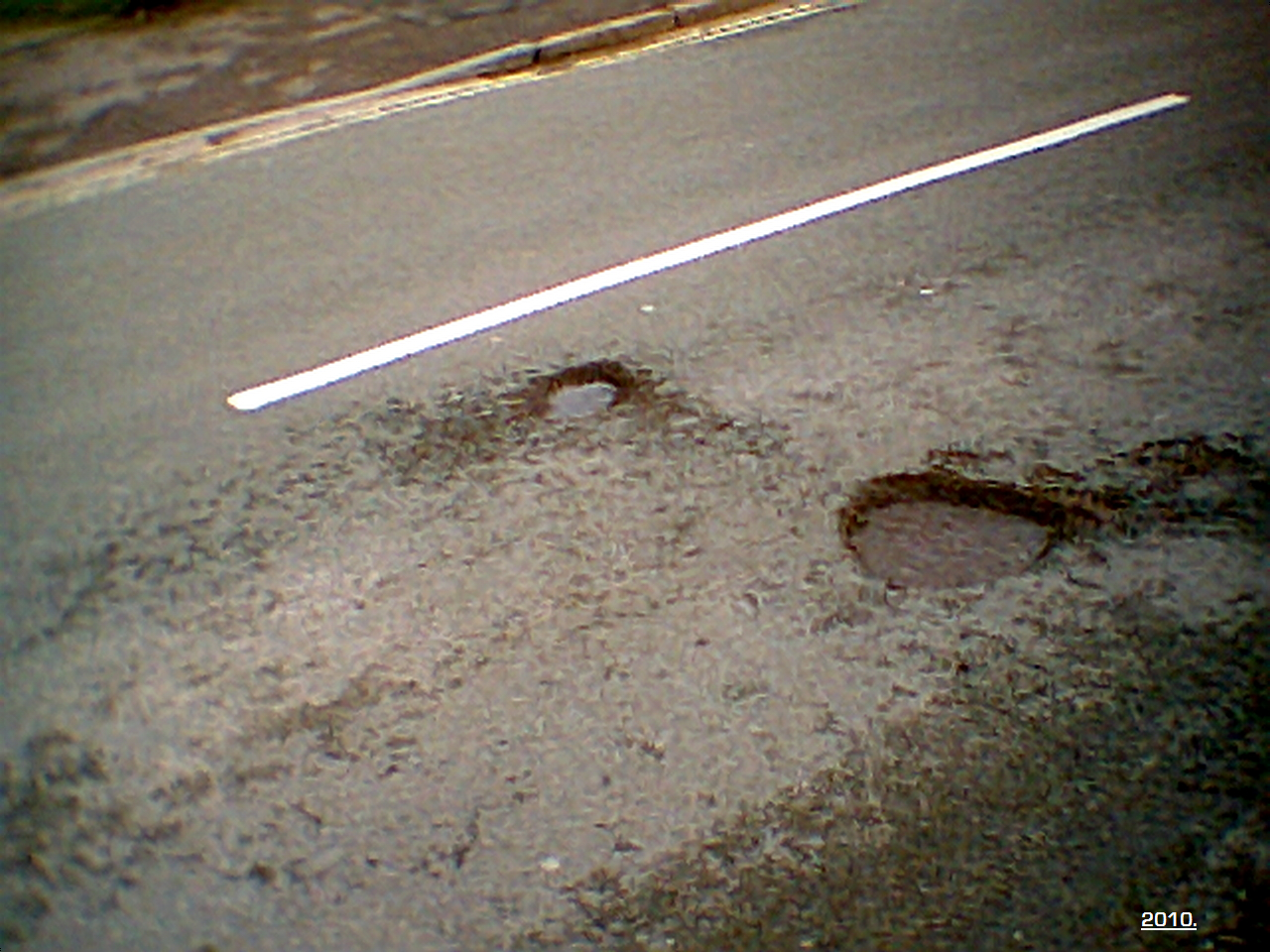
영국 벤버리의 작은 팟홀

팟홀 또는 포트홀(영어: pothole) 또는 케틀(영어: kettle) 혹은 척홀(영어: chuckhole)은 하천 침식작용에 따른 기반암의 구멍이나, 빗물에 의해 도로 아스팔트 포장에 생기는 구멍을 말한다.

## 도로 팟홀

### 원인
비가 내리면 아스팔트 틈새에 빗물이 스며들게 되는데, 이 때 과적 차량 등에 의해 강한 압력이 생기면서 약해진 아스팔트가 떨어져 나가게 된다. 아스팔트는 물에 취약한 특징이 있기 때문에 대한민국의 경우 비가 많이 오는 여름 장마철에 이 현상이 두드러지게 발생한다.
또 아스팔트의 노후화로 팟홀이 일어나기도 한다.

### 피해
도로에 생긴 팟홀을 지날 때 생기는 충격이나 팟홀을 피하기 위한 급한 방향 전환에 의하여 자동차의 바퀴나 현가장치에 무리를 주게 되어, 교통 사고로 연결될 위험을 갖고있다. 팟홀을 피한다고 핸들을 갑자기 돌리거나 급제동하는 것은 오히려 위험하기 때문에 운행 중 안전거리를 충분히 확보하고, 팟홀을 밟았다면 반드시 타이어 상태를 체크해서 손상이 생긴 타이어를 즉시 교체하는 것이 좋다.

### 현황
서울의 경우 연간 5만 건 이상 발생하고, 이로 인한 교통사고도 한 해 330건이 넘는다.

### 대책
대책은 두 가지가 있다. 첫번째 방법은 팟홀이 생길 때마다 다시 메워주는 작업을 해주는 것이다. 하지만 이것은 근본적으로 팟홀 현상을 막을 수 있는 방법은 아니다. 서울시 도로포장관리팀은 아스팔트의 물에 대한 취약성을 보강하기 위해 소석회를 투입하여 물에 강한 재료를 2014년부터 사용하고 있다고 밝혔다.
두번째 방법은 도로 포장 재료 자체를 다른 재료로 바꾸는 것이다. 대한민국의 기후는 점차 아열대성으로 바뀌고 있어 이러한 주장이 나오고 있다. 하지만 경제성을 따져볼 경우 아직은 쉽지 않은 실정이다.

## 같이 보기
- 싱크홀